# Csekonics Ferenc
Szarvaskövi Csekonics Ferenc (Feketetó, Vas megye, 1783. március 9. – Buda, 1872. március 1.) jeles katona, őrnagy.

## Élete
Csekonics Imre körmendi táblabíró és Zechetner Teréz egyetlen fiúgyermeke. Édesapja és nagybátyja példáját követve katonának állt, a francia megszálló seregek ellen apjával együtt harcolt. Őrnagyi rangban szolgált, amikor 1814-ben Brionne várának ostrománál kitűnően helytállt. A hadszíntéren tanúsított vitézségéért az orosz Vladimir-rend IV. osztályát kapta a cár őfelségétől. Abban az időben szokatlanul hosszú életének Budán szakadt vége, 89 évesen halt meg .

## Családja
Feleségül Angerfy Lujza (Ankerffy Alojzia) nemeskisasszonyt választotta, utódaikról a korabeli feljegyzések nem emlékeznek meg.